# 霍孔
霍孔（西班牙語：Jocón），是洪都拉斯的城鎮，位於該國北部，由約羅省負責管轄，始建於1889年，面積346.8平方公里，海拔高度1,004米，2001年人口7,449，人口密度每平方公里21.48人。
15°17′N 86°58′W / 15.283°N 86.967°W